# 愛知県道252号大府常滑線

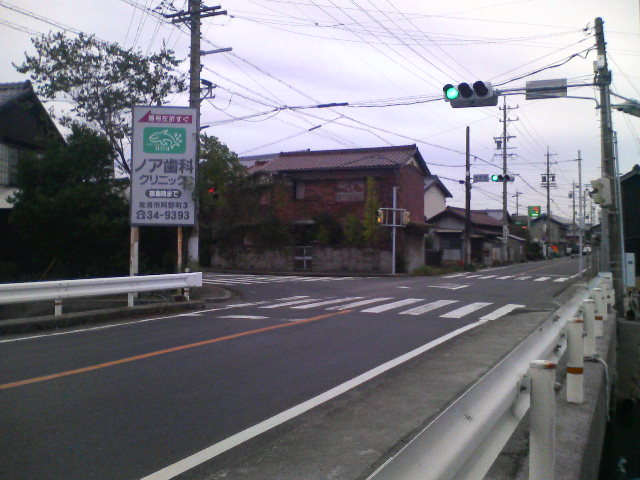
唐崎橋交差点（常滑市唐崎町、2007年11月）

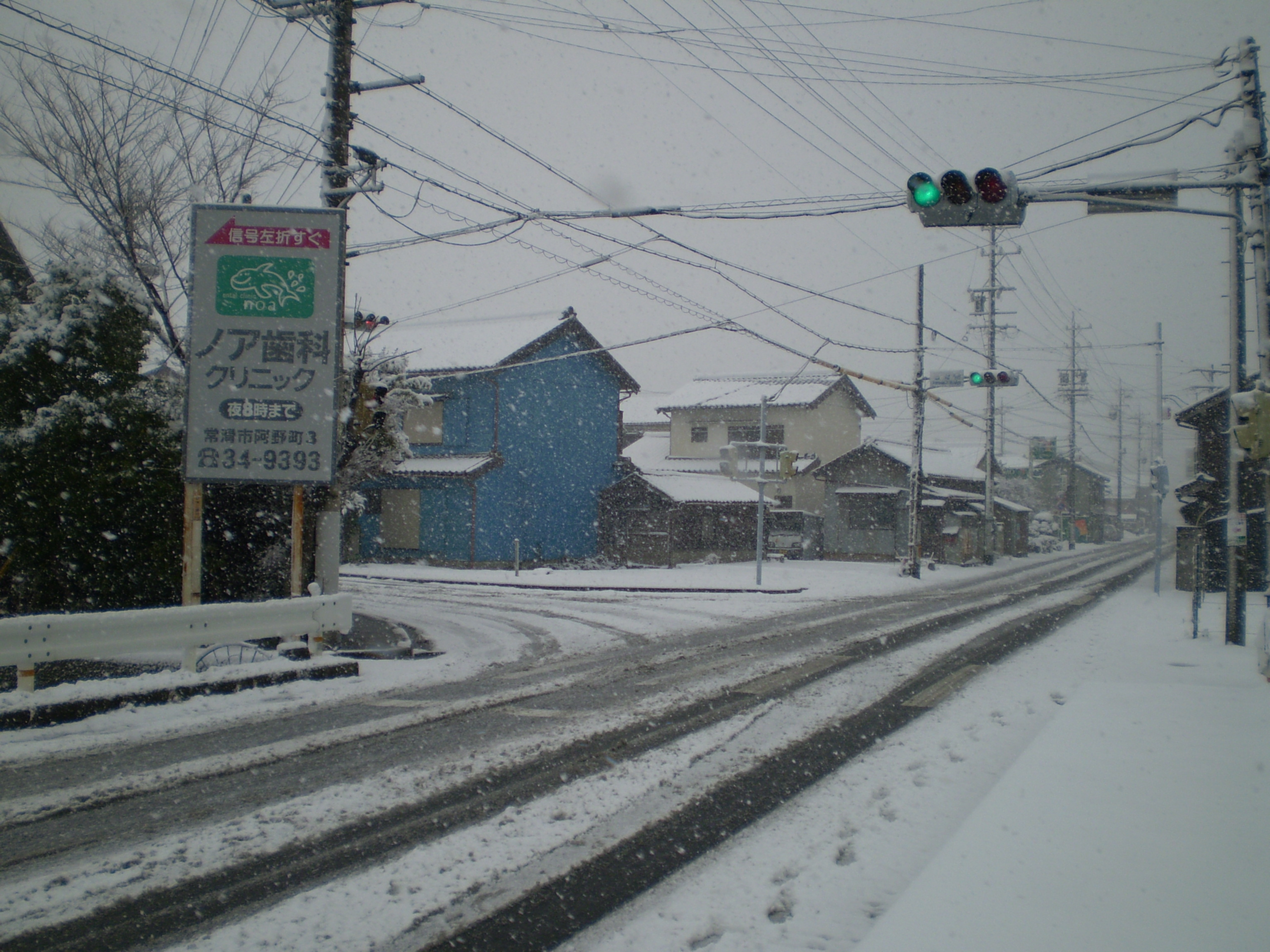
唐崎橋交差点（2008年2月）

愛知県道252号大府常滑線（あいちけんどう252ごう おおぶとこなめせん）は、愛知県大府市から常滑市に至る一般県道である。

## 概要

### 路線データ
- 起点：愛知県大府市（国道155号交点）
- 終点：愛知県常滑市古場町（愛知県道269号古場武豊線交点）

## 沿革
- 1959年12月15日：認定

## 通過する自治体
- 愛知県
  - 大府市
  - 東海市
  - 知多市
  - 常滑市

## 接続する道路
- 国道155号（大府森岡交差点）
- 愛知県道23号東浦名古屋線（米田町1交差点）
- 愛知県道55号名古屋半田線（半田街道）（寺ノ前交差点）
- 愛知県道24号知多東浦線
- 愛知県道254号白沢八幡線
- 愛知県道46号西尾知多線（登り交差点・東泓交差点）
- 愛知県道259号草木金沢線（大興寺交差点）
- 愛知県道464号南粕谷半田線（南粕谷団地東交差点 - 矢田橋北交差点で重複）
- 愛知県道266号板山金山線（大野街道）（西前田交差点）
- 国道155号（常滑街道）（午新田交差点）
- 愛知県道522号中部国際空港線（多屋町5交差点）
- 愛知県道270号常滑港線（栄町1交差点）
- 愛知県道34号半田常滑線（市場交差点）
- 愛知県道269号古場武豊線（古場交差点）

## 周辺
- あいち健康の森公園
- 竹新製菓本社
- 知多スポーツクラブTOPS
- 知多市立旭東小学校
- 名鉄常滑線 蒲池駅
- 名鉄常滑線 常滑駅
- 常滑港

## 別名
- 知多街道（知多市、常滑市）
- 常滑街道（東海市、知多市、常滑市）
- 師崎街道（大府市、東浦町）
- 旧国道155号（常滑市）
- 旧国道247号（常滑市）